# 公主墳駅
公主墳駅（こうしゅふん-えき）は、中華人民共和国北京市海淀区に位置する北京地下鉄1号線、北京地下鉄10号線の駅。

## 駅構造
1号線、10号線ともに島式ホーム1面2線の地下駅。

## 駅周辺
- 中華人民共和国国家科学技術部
- 翠微大厦
- 中国国家工事技術図書館
- 中国科学技術情報研究所

## 歴史
- 1969年10月1日 - 苹果園駅～南礼士路駅～長椿街駅～北京駅間（南礼士路～長椿街間は1号線と2号線の連絡線、長椿街～北京站間は2号線の一部）が開通。ただし、乗車できるのは公務員のみだった。
- 1977年 - 一般市民に開放。
- 1980年 - 外国人も使用可能になった。
- 2000年6月28日 - 西単駅～天安門西駅間が開通、復八線と合併。
- 2012年12月30日 - 10号線の駅が開業。

## 隣の駅
北京地下鉄
■1号線
万寿路駅 - 公主墳駅 - 軍事博物館駅
■10号線
蓮花橋駅 - 公主墳駅 - 西釣魚台駅
座標: 北緯39度54分22秒 東経116度18分15秒 / 北緯39.90619度 東経116.30425度